# هيرناندو دي أكونا
هيرناندو دي أكونا (بالإسبانية: Hernando de Acuña)‏ هو عسكري وكاتب وشاعر إسباني، ولد في 1518 في بلد الوليد في إسبانيا، وتوفي في 22 يونيو 1580 في غرناطة في إسبانيا.